# White Book
Il White Book (libro bianco) è uno standard di Compact disc sviluppato nel 1993 da Sony, Philips, Matsushita e JVC. Definisce il formato Video CD (VCD) che memorizza non solo l'audio, ma anche le immagini fisse e i video in movimento.
Si noti che Video CD non deve essere confuso con CD Video, che era un formato precedente e completamente diverso. Diverse estensioni del White Book sono state pubblicate negli anni successivi: VCD 2.0 nel 1995, VCD-Internet nel 1997 e Super Video CD (SVCD) nel 1998. Lo standard non è disponibile gratuitamente e deve essere concesso in licenza da Philips. Questo genere di dischi, che si trovano più comunemente in Asia, possono essere considerati come i successori del Laserdisc e i predecessori del DVD.
Il White Book definisce anche il più generale formato CD-i Bridge (chiamato anche CD-Bridge o semplicemente "dischi bridge"), che sono dischi CD-ROM XA con un programma applicativo aggiuntivo specifico per CD-i del Green Book. Le informazioni CD-ROM XA nei dischi bridge possono essere ottenute tramite unità CD-ROM, mentre i lettori CD-i possono utilizzare il programma CD-i per leggere anche i dischi bridge (da qui lo stato di "bridge" - ponte - tra CD-ROM e dischi CD-i). I dischi bridge devono essere conformi alle specifiche CD-ROM XA e Green Book CD-i. I VCD e gli SVCD rientrano nella categoria dei dischi bridge, così come i Photo CD e i Karaoke CD.

## Specifiche tecniche
Di seguito è riportato un riepilogo delle specifiche per VCD e SVCD.
- File system: conforme a ISO 9660
- Formato: Modalità 2/XA
- Durata massima: mediamente 74 minuti
- Formato audio
  - Formato: MPEG-1 Audio Layer II
  - Bit rate: 224 kilobit al secondo
  - Frequenza di campionamento: 44.100 Hz
  - Numero di canali: 2 (stereo)
- Formato video
  - Formato: MPEG-1 Parte 2 (VCD), H.262/MPEG-2 Part 2 (SVCD)
  - Risoluzione: 352×240 pixel per video NTSC, 352×288 pixel per video PAL (VCD); 480×480 pixel per video NTSC, 480×576 per video PAL (SVCD)
  - Frequenza dei fotogrammi: 29,97 Hz (NTSC), 25 Hz (PAL)
  - Bit rate: 1150 kbit/s